# ヘテロフォニー
ヘテロフォニー（英: heterophony）は、音楽のテクスチュアの一種で、モノフォニーの複雑化したもの。同一の旋律を奏でる様々な奏者や歌手が、任意で別々に動いたり、リズムやテンポを微妙にずらしたりすることで、異なった装飾や音型が生じ、偶発的に瞬間的なポリフォニーを生ずるようになったものをいう。

## 概要
「ヘテロフォニーの響きの層」は、特にアジアの民族音楽、とりわけ古い宮廷音楽において特徴的であり、雅楽やガムランなどで、旋律線から逸脱する部分を確認することができる。
ベンジャミン・ブリテンは、《放蕩息子》や《カーリュー・リヴァー》、《戦争レクイエム》などの宗教的な作品において、ヘテロフォニーを非常に効果的に用いている。マウリシオ・カーゲルも、《42人の奏者のためのヘテロフォニー》という管弦楽曲を作曲している。また、ポスト・モダンやポスト・コロニアルの潮流にくわえて、音楽界における新ロマン主義の復権のなか、ヘテロフォニーの積極利用が見直されるようになった。
日本人作曲家では、西村朗の《2台のピアノと管弦楽のヘテロフォニー》《永遠なる混沌の光の中へ》、《鳥のヘテロフォニー》、《巫楽 - 管楽器群と打楽器のためのヘテロフォニー》、《秘儀III - 旋回舞踊のためのヘテロフォニー》（2015年度全日本吹奏楽コンクール課題曲III、全日本吹奏楽連盟委嘱作品）といった作例が見出される。